# Camacolaimus prytherchi
Camacolaimus prytherchi är en rundmaskart som beskrevs av Benjamin G. Chitwood 1935. Camacolaimus prytherchi ingår i släktet Camacolaimus och familjen Leptolaimidae. Inga underarter finns listade i Catalogue of Life.